# 美國駐俄羅斯大使館
美国驻俄羅斯大使館，亦即美国驻莫斯科大使馆（英語：Embassy of the United States, Moscow），是美国驻俄羅斯首都莫斯科的外交代表機構。

## 使馆部门
目前美国驻俄羅斯大使馆设有如下部门：
- 政治處
- 管理處
- 地區安全處
- 經濟處
- 公共事務處（新聞文化處）
- 领事处
- 環境科技處
- 執法處